# Lahae (Ort)
Lahae ist ein osttimoresischer Ort im Suco Lahae (Verwaltungsamt Aileu, Gemeinde Aileu).

## Geographie
Lahae liegt im Zentrum der gleichnamigen Aldeia, im Norden des gleichnamigen Sucos. Der Norden des Dorfes wird auch als Denhuni bezeichnet. Durch die Siedlung führt die Überlandstraße von Aileu nach Maubisse. Sie überquert im Ort einen Fluss über die Ponte Bo'ot Denhuni (deutsch Große Denhuni-Brücke).
Etwa einen Kilometer weiter südlich liegt das Nachbardorf Fatubossa, dessen Zentrum sich in der benachbarten Aldeia Fatubossa (Suco Fatubossa) befindet. Hier liegen auch die nächste Grundschule und Klinik zu Lahae.